# Новоішимський сільський округ
Новоіши́мський сільський округ (каз. Новоишим ауылдық округі, рос. Новоишимский сельский округ) — адміністративна одиниця у складі району імені Габіта Мусрепова Північноказахстанської області Казахстану. Адміністративний центр та єдиний населений пункт — село Новоішимське.
Населення — 11964 особи (2021; 11284 у 2009, 10152 у 1999, 12140 у 1989).
Станом на 1989 рік існувала Куйбишевська селищна рада (смт Куйбишевський, Новоішимський), з 1993 року Куйбишевська селищна адміністрація (селища Куйбишевський, Новоішимський), з 1997 року Куйбишевська селищна адміністрація (селище Куйбишевський), з 2000 року Новоішимська селищна адміністрація (селище Новоішимський).

## Склад
До складу округу входять такі населені пункти:
| Населений пункт       | Старі назви   | Населення, осіб (1989) | Населення, осіб (1999) | Населення, осіб (2009) | Населення, осіб (2021) |
| --------------------- | ------------- | ---------------------- | ---------------------- | ---------------------- | ---------------------- |
| Новоішимське, село    | Куйбишевський | 7497                   | 10152                  | 11284                  | 11964                  |
| Новоішимський, селище | -             | 4643                   | -                      | -                      | -                      |